# Martina Favaretto
Martina Favaretto (15 de novembro de 2001) é uma esgrimista italiana.

## Carreira
Em 2018, Favaretto conquistou a medalha de prata no evento de florete feminino nas Olimpíadas de Verão da Juventude, realizadas em Buenos Aires, Argentina. Ela também conquistou a medalha de ouro no evento de equipes mistas. Ela ganhou uma das medalhas de bronze no evento de florete feminino no Campeonato Mundial de Esgrima de 2023, realizado em Milão, Itália. Ela ganhou a medalha de prata em seu evento no Campeonato Europeu de Esgrima de 2023, realizado em Plovdiv, Bulgária. Favaretto também é medalhista de ouro no evento de florete feminino por equipe no Campeonato Mundial de Esgrima de 2022 e no Campeonato Europeu de Esgrima de 2022.
Favaretto, Martina Batini, Francesca Palumbo e Alice Volpi conquistaram a medalha de ouro no evento de florete feminino por equipes nos Jogos Europeus de 2023, realizados na Polônia. As quatro esgrimistas se uniram novamente nos Jogos Olímpicos de Verão de 2024, em Paris, onde conseguiram a medalha de prata.